# Ivan Jakovlevics Bilibin
Ivan Jakovlevics Bilibin (neve oroszul: Иван Яковлевич Билибин; Tarhovka falu Szentpétervár közelében, 1875. augusztus 4. — Leningrád, 1942. február 4.) orosz–szovjet grafikus, festő, illusztrátor, színházi díszlettervező.

## Életpályája
Atyja katonai orvos volt, anyja a Szentpétervári Egyetemen dolgozott. Ivan Jakovlevics Bilibin érettségi után jogot hallgatott Szentpéterváron (1896–1900), de közben Münchenbe ment festészetet tanulni. Ott a szlovén származású Anton Ažbe, majd Szentpéterváron Ilja Jefimovics Repin volt a mestere. 1899-ben Bilibin is csatlakozott a Művészet világa csoporthoz, amelyet Alekszandr Nyikolajevics Benois, Szergej Pavlovics Gyagilev és Leon Szamojlovics Bakszt alapított. A művészcsoport Mir Iszkussztva című folyóiratát ő is illusztrálta.
A folyóirat- és könyvillusztráció terén igen eredményesen működött, az orosz népmesék, mondák stilizált illusztrációival vált leginkább ismertté. Ihletének fő forrása az orosz folklór volt. Bejárta az Orosz Birodalom északi területeit, tanulmányozta az ottani faépítészetet, ruhaviseletet stb. Ezen ismeretek segítségével alakította ki sajátos grafikai stílusát, gondosan húzott, mintás és részletezett vonalas rajzokat és színes akvarelleket készített. A művész készített illusztrációkat mesékhez, képeslapokhoz, plakátokhoz, naptárakhoz, értékpapírokhoz stb. A magazinok körében is népszerű illusztrátor lett, politikai karikatúrái is kedveltek voltak.
Ez a működése 1917-ig tartott. 1917-ben elhagyta Oroszországot, Egyiptomba utazott, majd Párizsban telepedett le. Jelmezeket, díszleteket tervezett az orosz operák és balettek előadásaihoz (Igor Stravinsky: Tűzmadár, Alekszandr Porfirjevics Borogyin: Borisz Godunov, stb.) nagy sikerrel a világ számos pontján (Buenos Aires, Pozsony, Prága stb.). 1935-36-ban Párizsban egy monumentális freskót készített a szovjet nagykövetség számára. Így megnyílt az útja haza Leningrádba, ahol képzőművészetet oktatott a művészeti akadémián, s mellette változatlanul sok illusztrációt rajzolt és színházi díszletet tervezett.
A második világháború idején, 1942. február 4-én Leningrád ostromának első telén éhen halt.

## Illusztrált köteteiből
- Ruské národné povesti / illustroval Ivan Bilibin. 2. vyd. Bratislave : Sekey, 1921. 80 p.
- Russische Märchen:[8] Nach den Einzelausgaben der Kaiferlichen Druckerei in St. Petersburg aus den Jahren 1901-1903 / mit Zeichnungen von Iwan J. Bilibin ; Hrsg. von Martin Lopelmann. Berlin : Holle Verl., [1937]. 157. ill.
- Alekszandr Szergejevics Puskin: Skazka a care Saltane, o syne ego .. (magyar) Mese Szaltán cárról meg a fiáról, a dicső és hatalmas Gvidon hercegről, meg a Lebegyről, a gyönyörű cárlányról / [ford. Kormos István] ; [ill. I. Bilibin]. Moszkva ; Budapest : Raduga Móra Kiadó, 1982. 20 p. ill.
- Világszép Vaszilisza : orosz tündérmesék / ford. Rab Zsuzsa ; illusztr. Ivan Âkovlevič Bilibin. Budapest ; Moskva : Móra Ferenc Ifjúsági Könyvkiadó Progressz, 1982. 47 p. ill., színes
- Finist der edle Falke : Russische Zaubermärchen[9] / aus dem Russischen von Thea-Marianne Bobrowski ; [ill. von I. Bilibin]. Moskau : Raduga-Verl., 1985. 46, [2] p. ill.[10]

## Galéria

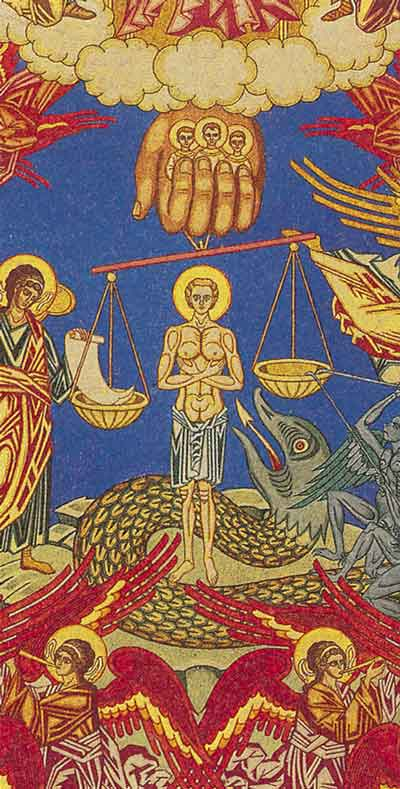
Ítélet : templomi freskó (töredék, 1900)
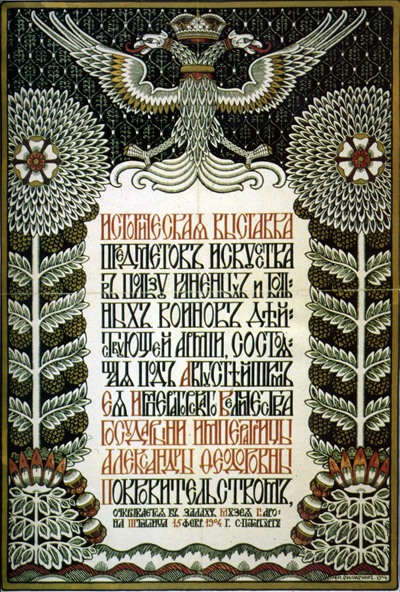
Történelmi plakát (1904)
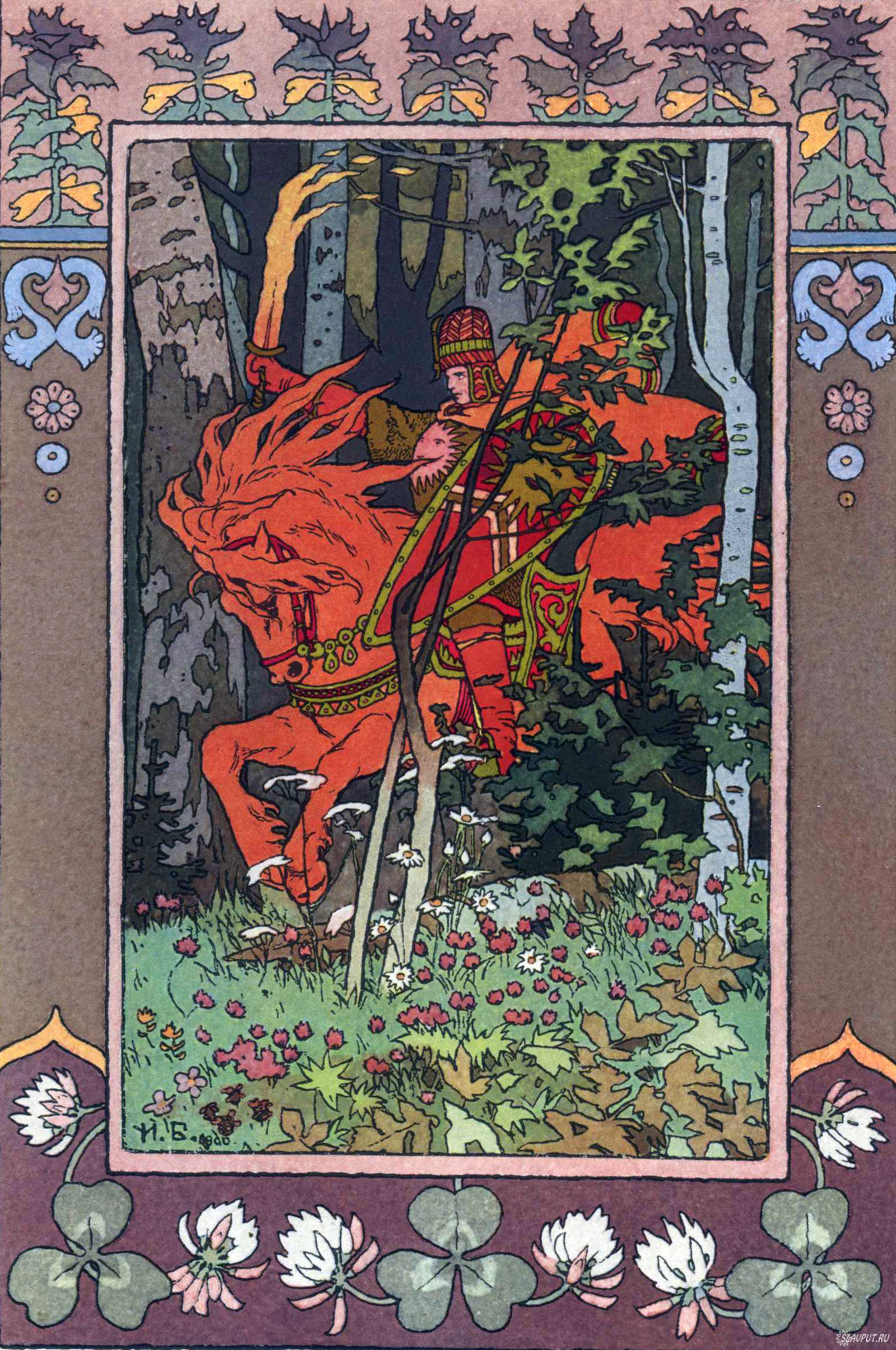
Világszép Vaszilisza (könyvillusztráció)
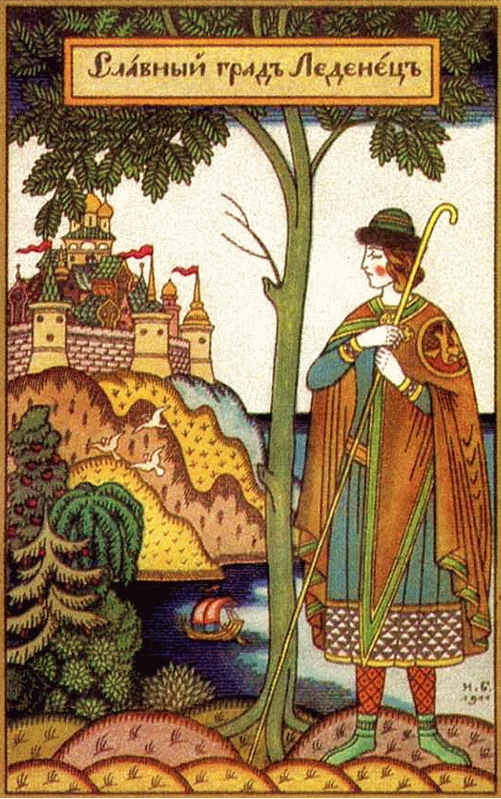
Képeslap (1911)
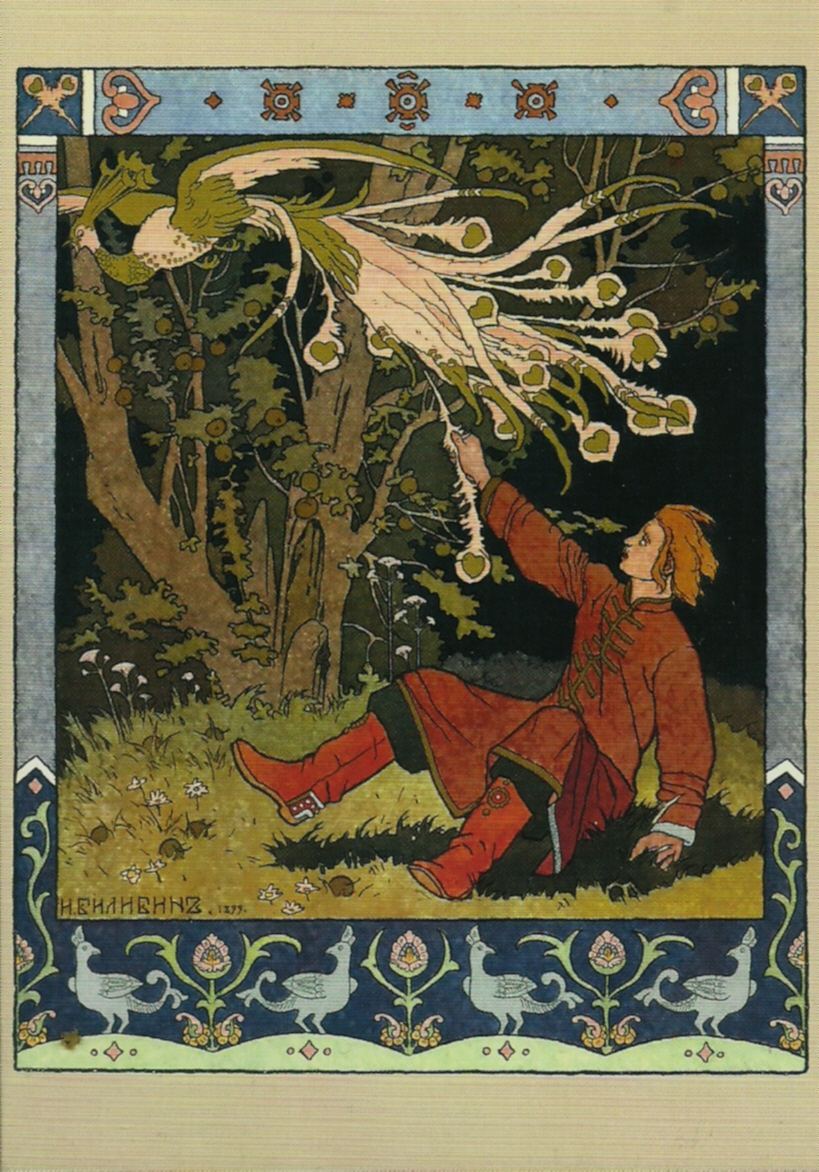
Tűzmadár
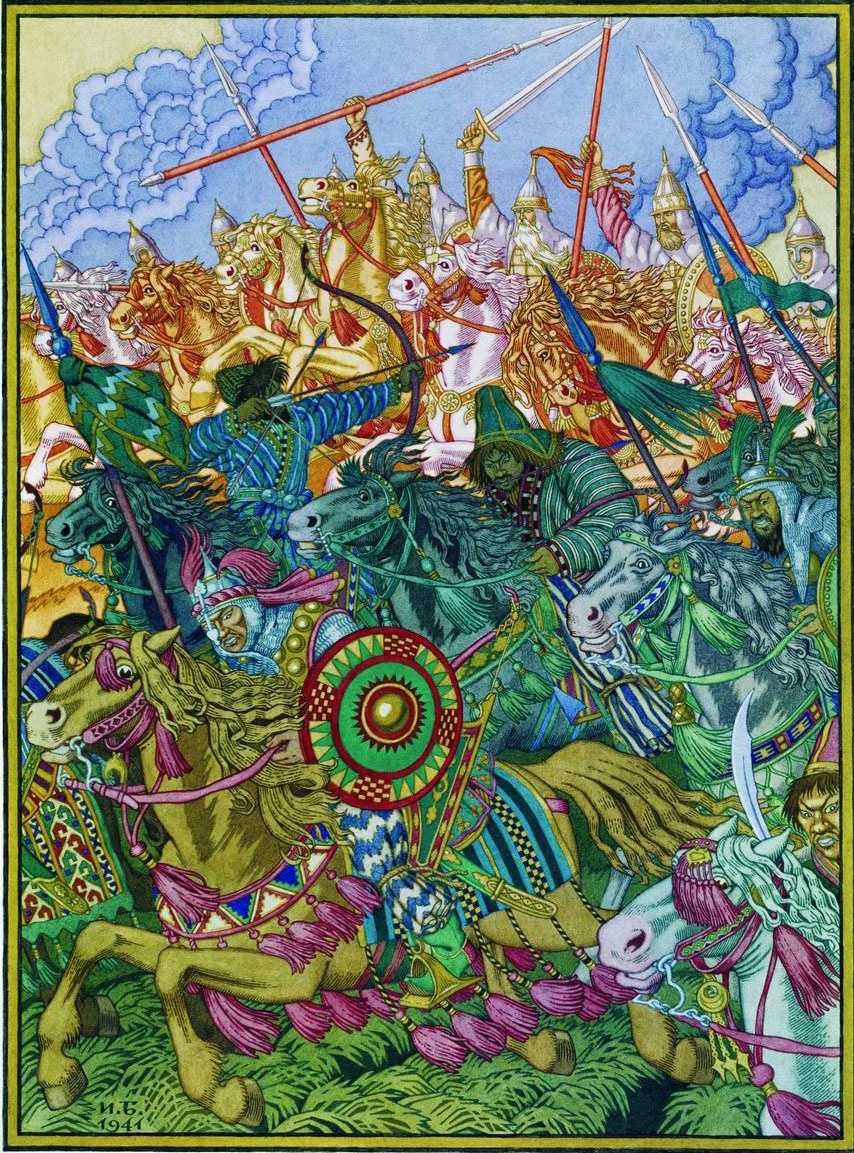
Igor-ének
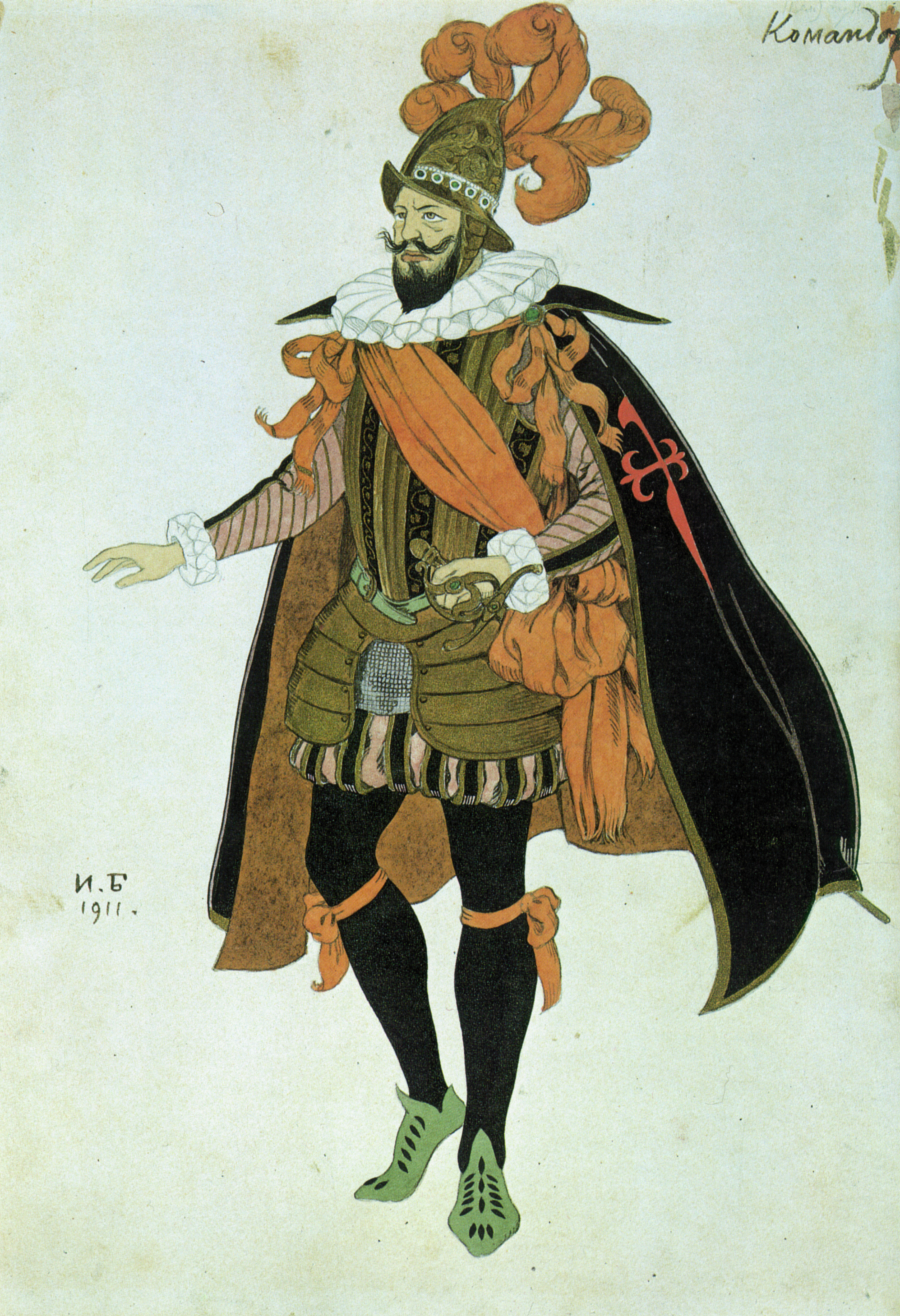
A parancsnok jelmeze Lope de Vega drámájához (1911)
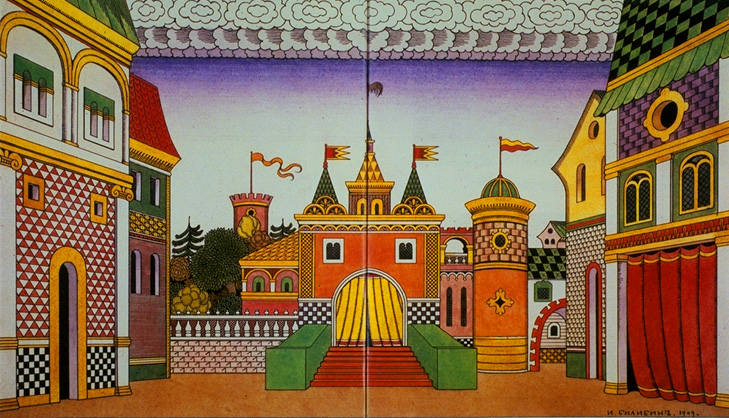
Díszletterv Nyikolaj Andrejevics Rimszkij-Korszakov:Aranykakas c. operájához (1911)
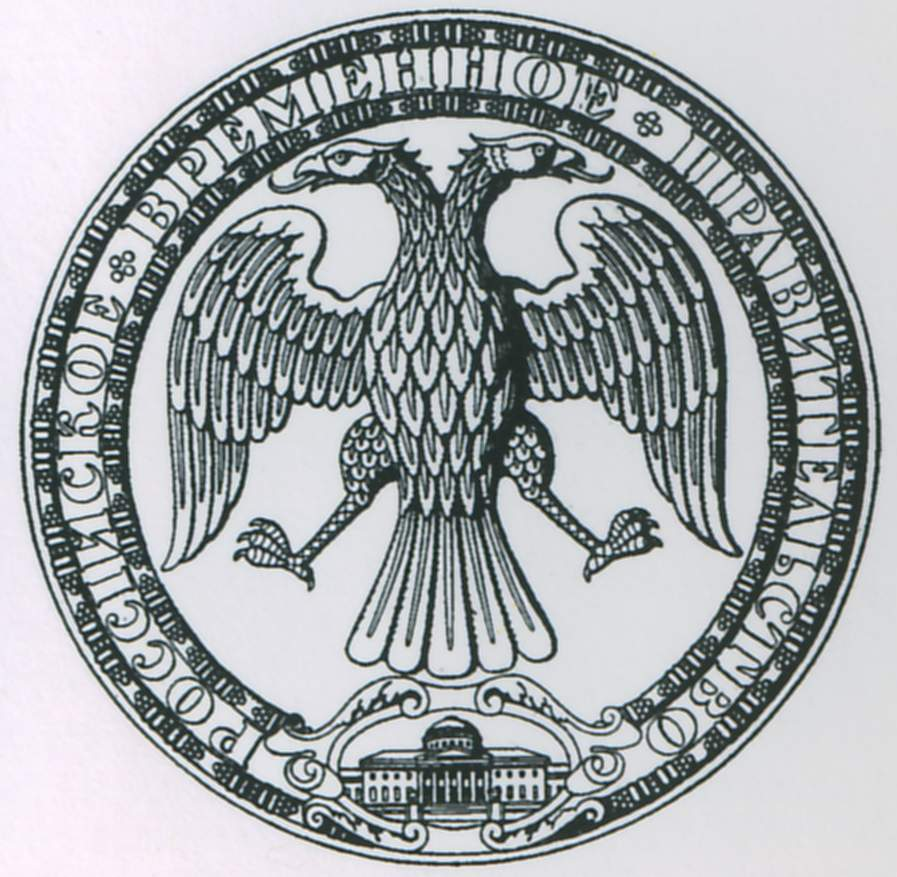
Az Orosz Köztársaság pecsétje (1917)
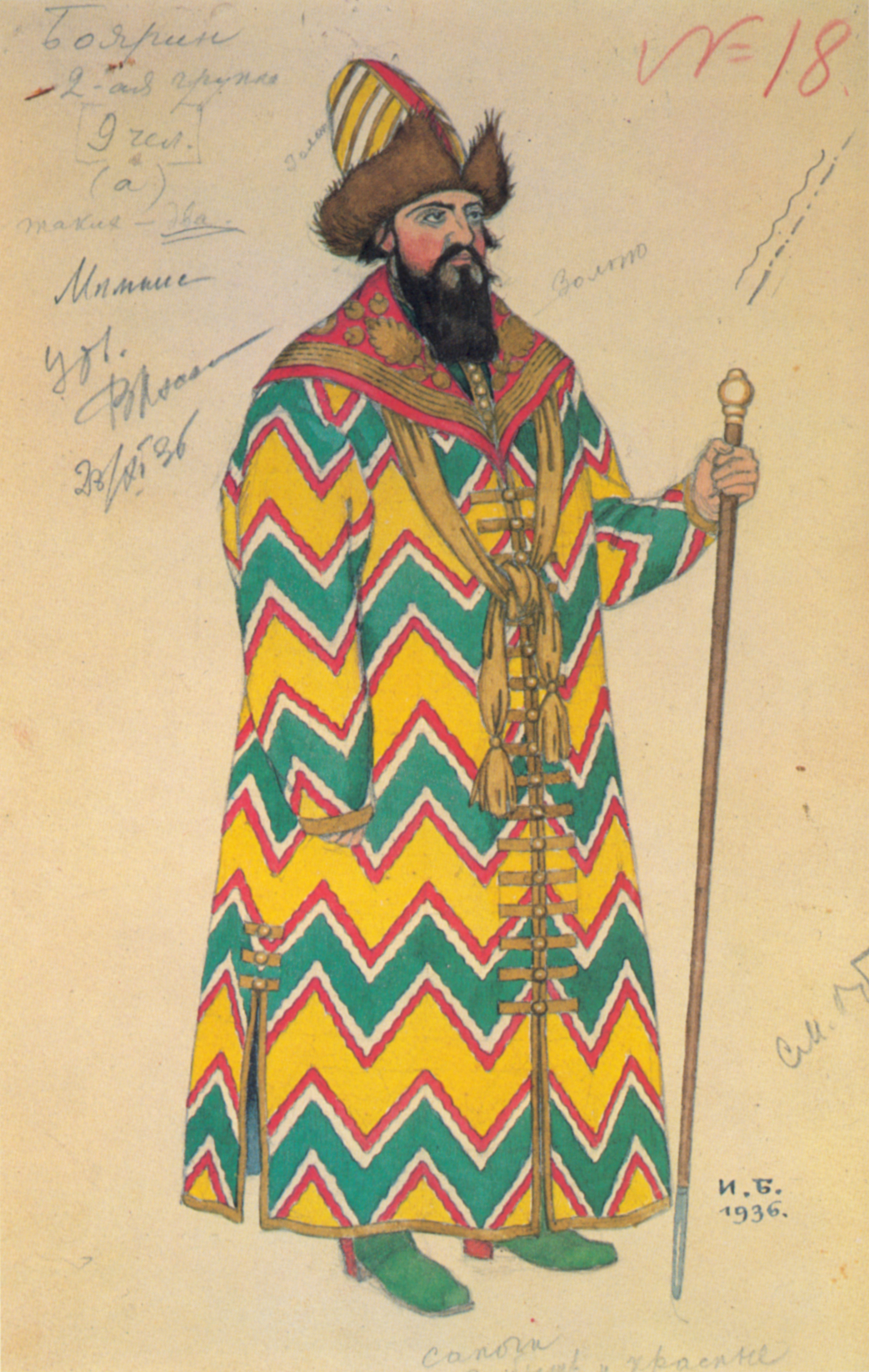
A bojár jelmeze, Rimszkij-Korszakov: Mese Szaltán cárról c. operájához (1936)